# Kowieńska Szkoła Wojskowa
Kowieńska Szkoła Wojskowa, lit. Kauno karo mokykla, od 1929 roku Pirmojo Lietuvos Prezidento karo mokykla – państwowa szkoła wojskowa kształcąca kadry dla litewskiego wojska narodowego w latach 1919–1940. 